# 웨스트 마타

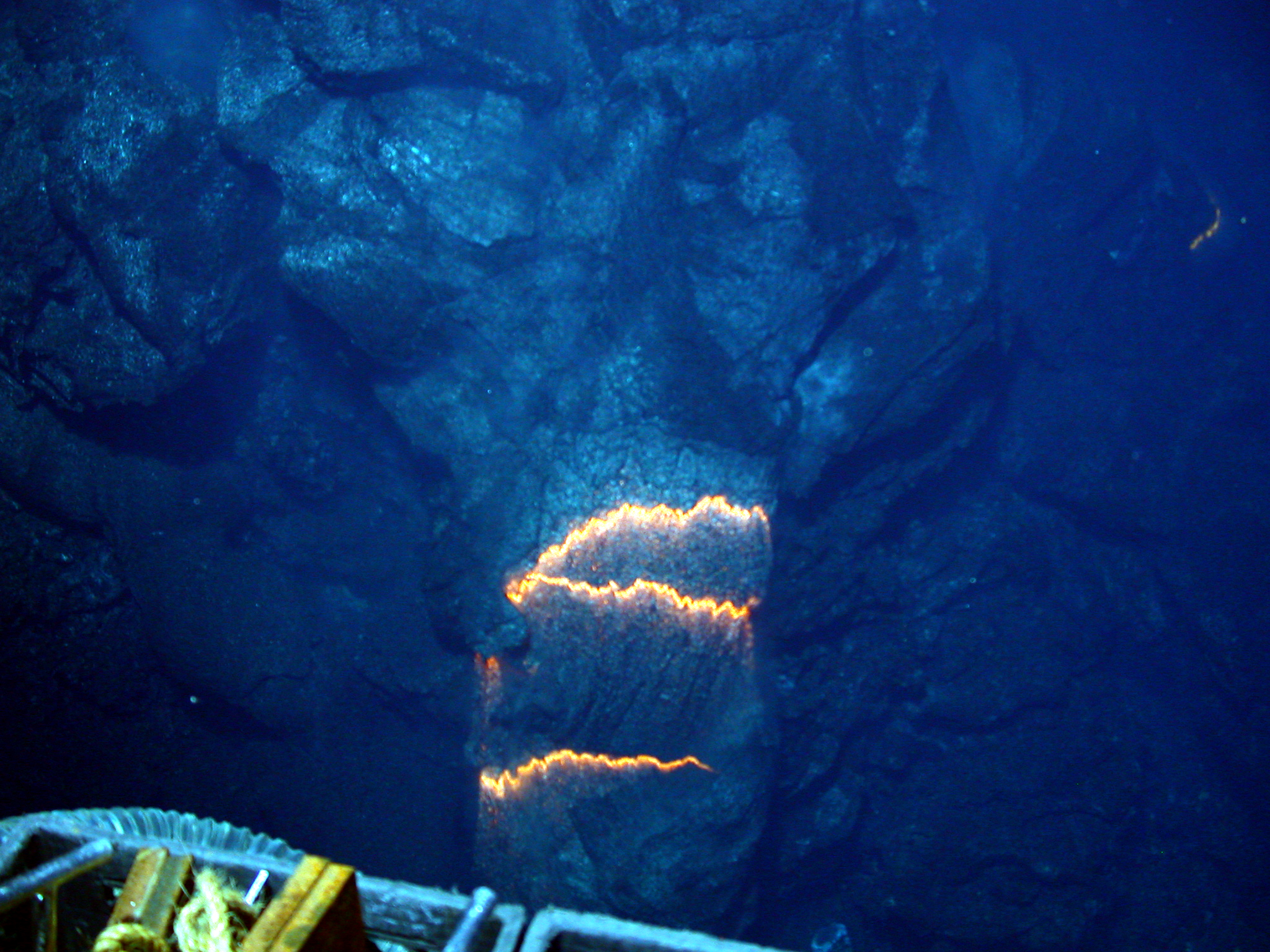
2009년의 웨스트 마타의 마그마 띠

웨스트 마타(West Mata)는 사모아 제도 서남쪽 약 200km에 존재하는 해저화산으로, 2009년에 폭발하여 베개 용암을 형성하였다. 폭발 촬영은 잠수정으로 했는데, 잠수정이 조금 녹았다. 용암과 화산재가 골고루 나왔다.